# فال‌آوت شلتر
فال‌اوت شلتر (به انگلیسی: Fallout Shelter) یک بازی ویدئویی رایگان در سبک شبیه‌سازی است که توسط شرکت بتزدا و با همکاری شرکت بیهیویر اینترکتیو ساخته و منتشر شده است؛ این بازی بعنوان بخشی از سری بازی‌های فال‌اوت، در ژوئن ۲۰۱۵ برای سیستم عامل آی‌اواس، در آگوست ۲۰۱۵ برای دستگاه‌های اندرویدی، در جولای ۲۰۱۶ برای سیستم عامل مایکروسافت ویندوز، در فوریه ۲۰۱۷ برای اکس‌باکس وان و در ماه ژوئن ۲۰۱۸ برای دستگاه‌های پلی‌استیشن ۴ و نینتندو سوئیچ در دسترس قرار گرفت.

## روند بازی
بازیکن در این بازی باید پناهگاهی را ساخته و مدیریت کند که در دنیای واقعی به آن پناهگاه مرگ می‌گویند.
به مرور زمان جمعیت این پناهگاه افزایش پیدا می‌کند و بازیکن برای تولید منابع بیشتر (آب، برق و غذا) و خوشحال نگه داشتن ساکنان پناهگاه، اتاق‌های بیشتری می‌سازد.

## بازخوردها

### فروش
فال‌اوت شلتر در روز انتشار به مقام سومین بازی محبوب اپ استور آی‌اواس دست پیدا کرد  و دو هفته بعد از انتشار، تا تاریخ ۱۶ جولای ۲۰۱۵، ۵.۱ میلیون دلار از طریق ریزتراکنش‌های درون بازی درآمد کسب کرد. 

### جوایز
| فهرست نامزدی‌ها و جایزه‌ها     | فهرست نامزدی‌ها و جایزه‌ها      | فهرست نامزدی‌ها و جایزه‌ها | فهرست نامزدی‌ها و جایزه‌ها |
| جایزه                        | رده                           | نتیجه                    | منبع                     |
| ---------------------------- | ----------------------------- | ------------------------ | ------------------------ |
| سی‌وسومین همایش اهرمک طلایی   | بهترین بازی موبایل            | برنده                    | [ ۳ ]                    |
| جایزه بازی ۲۰۱۵              | بهترین بازی موبایل/کنسول دستی | نامزد                    | [ ۴ ]                    |
| نوزدهمین همایش جوایز D.I.C.E | بازی موبایل سال               | برنده                    | [ ۵ ]                    |